# 움브리아주
움브리아주(이탈리아어: Regione Umbria)는 이탈리아 중부에 있는 주이다. 면적 8,456km2, 인구 867,878(2006년 기준). 주도는 페루자이며, 테르니, 페루자의 두 현으로 구성되어 있다. 아펜니노산맥의 산간지대와 그 주변의 테베레강 유역의 분지로 이루어진다.
로마 제국 시대때부터 내려오는 역사가 깊은 지역이나, 이후 여러 지역과 국가에서 이 곳을 차지하면서 복잡한 역사가 이어졌다. 주도 페루자는 중세 시대에 예술의 중심지로 번영했으며, 19세기 중반 이탈리아 왕국 통일 직전에는 교황령에 속해 있었다.
주도 페루자는 역사적인 유물이 많은 곳으로 유명하며, 스폴레토와 아시시도 역사적인 유서깊은 도시로 관광객이 많이 찾는다. 제2의 도시 테르니는 이탈리아 최대의 제철공업 도시 중 하나이다. 테베레 강 유역 분지는 기후가 온화하고 토질이 비옥하여 각종 농산물 재배가 활발하고, 산기슭에서는 포도 재배가 이루어진다. 질 좋은 포도주 생산 지역으로도 유명하다.

## 행정 구역

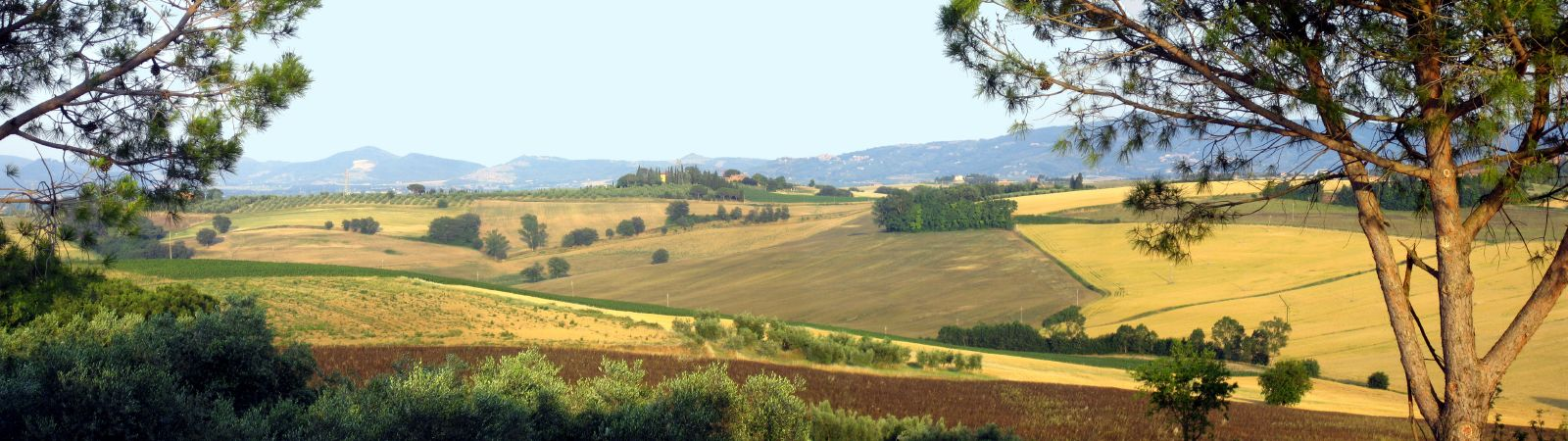
움브리아 주의 농촌풍경

움브리아 주는 두 개의 도로 구분된다:
| 현       | 넓이 (km2) | 인구 수 | 인구 밀도 (per km2) |
| -------- | ---------- | ------- | ------------------- |
| 페루자도 | 6,334      | 660,040 | 104                 |
| 테르니도 | 2,122      | 232,311 | 109                 |

## 인구
| 연도               | 인구    | ±%     |
| ------------------ | ------- | ------ |
| 1861               | 442,000 | —      |
| 1871               | 479,000 | +8.4%  |
| 1881               | 497,000 | +3.8%  |
| 1901               | 579,000 | +16.5% |
| 1911               | 614,000 | +6.0%  |
| 1921               | 658,000 | +7.2%  |
| 1931               | 696,000 | +5.8%  |
| 1941               | 723,000 | +3.9%  |
| 1951               | 804,000 | +11.2% |
| 1961               | 795,000 | −1.1%  |
| 1971               | 776,000 | −2.4%  |
| 1981               | 808,000 | +4.1%  |
| 1991               | 812,000 | +0.5%  |
| 2001               | 826,000 | +1.7%  |
| 2011               | 883,000 | +6.9%  |
| 2017               | 888,908 | +0.7%  |
| Source: ISTAT 2001 |         |        |